# Родопа (списание)
„Родопа“ е българско краеведcко списание, излизало в София от 1922 до 1947 година.

## История
Създател, издател и редактор на списанието е Христо Караманджуков и то на практика е наследник на „Родопски глас“. Списанието издава по десет книжки годишно. Печата се в печатниците „Родопи“, „Добруджа“, печатниците на Григор Гавазов, Христо Г. Данов и Борис Кожухаров, както и в печатница „Дунав“. От годишнина ΙΙΙ има и подзаглавие За наука и изкуство, стопанство и бит – минало и настояще на Родопската област.
Основната задача на списанието е „да отстоява интересите на Родопската област“, като „просвети и запознае българското общество с историята, географията, богатствата и значението на Родопската област“. Списанието е на националистически позиции и помества статии за историята на българското населние в Родопите, за проблема с българите мохамедани, фолклорни материали и библиографии.
В списанието пишат Андрей Маркович, професор Георги Бончев, Никифор Филипов, професор Жеко Радев, Дамян Калфов, професор Димитър Дечев, Емануил Попдимитров, Антон Страшимиров, Константин Чилов, Николай Вранчев, Константин Петканов, Христо Вакарелски, Стою Шишков, Иван Батаклиев, Божидар Божиков, Васил Миков.